# Megachile exilis
Megachile exilis är en biart som beskrevs av Cresson 1872. Megachile exilis ingår i släktet tapetserarbin, och familjen buksamlarbin. Inga underarter finns listade i Catalogue of Life.